# Something About Airplanes
Something About Airplanes (1998) is het eerste album op cd van de indieband Death Cab for Cutie. Door dit album, met zijn dromerige pop, werd de band vaak vergeleken met de band Built To Spill. Acht van de nummers op dit album werden al eerder opgenomen op de cassette You Can Play These Songs with Chords. Op dit album zijn nieuwe opnamen van deze nummers te vinden.

## Bezetting
- Ben Gibbard - zang, gitaar, piano
- Nathan Good - drums
- Nicholas Harmer - bas
- Christopher Walla - gitaar, organist, elektrische piano

## Met medewerking van
- Erika Jacobs, die in de nummers Bend to Squares en The Face That Launched 1000 Shits de cellopartij voor haar rekening nam.
- Abi Hall zong mee in het nummer Line of Best Fit.

## Tracklist
1. Bend to Squares (Gibbard/Walla)
2. President of What? (Gibbard)
3. Champagne From a Paper Cup (Gibbard)
4. Your Bruise (Gibbard/Walla)
5. Pictures in an Exhibition (Gibbard)
6. Sleep Spent (Gibbard/Walla)
7. The Face That Launched 1000 Shits (Jay Chilcote)
8. Amputations (Gibbard)
9. Fake Frowns (Gibbard/Walla)
10. Line of Best Fit (Gibbard)

Ben Gibbard · Chris Walla · Nick Harmer · Nathan Good · Michael Schorr · Jason McGerr
Albums: You Can Play These Songs with Chords · Something About Airplanes · We Have the Facts and We're Voting Yes · The Photo Album · You Can Play These Songs with Chords (Reissue) · Transatlanticism · Plans